# Mistrzostwa Europy w Wioślarstwie 1911
19. Mistrzostwa Europy w Wioślarstwie odbyły się w dniu 10 września 1911 r. we włoskim Como. Zawodnicy rywalizowali w 5 konkurencjach wioślarskich na pobliskim Lago di Como. 

## Medaliści
| Konkurencja                 | Złoto | Srebro | Brąz | Źródło |
| --------------------------- | --- | --- | --- | ------ |
| M1x (jedynka)               | Giuseppe Sinigaglia | Polydore Veirman | Gaston Delaplane | [ 1 ]  |
| M2x (dwójka podwójna)       | Włochy Giuseppe Sinigaglia · Teodoro Mariani | Francja Gaston Delaplane · François Rocchesani | Belgia Georges Desenfans · Jozef Hermans                                                                                                   | [ 2 ]  |
| M2+ (dwójka ze sternikiem)  | Włochy Ercole Olgeni · Enrico Bruna · G. Graziadei (sternik) | Szwajcaria F. de la Torre di Stampa · Victor Henny · Charles Muhr (sternik)                                                                                      | Belgia Guillaume Visser · Urbain Molmans                                                                                                   | [ 3 ]  |
| M4+ (czwórka ze sternikiem) | Szwajcaria Hans Walter · Paul Schmid · T.O. Schmid · Conrad Wirth · Henry Gowthorpe (sternik)                                                                                 | Włochy Scipione del Giudice · Luigi Ermellini · Mario Tres · Brenno del Giudice · Giuseppe Mion (sternik)                                                        | Belgia Ernest Kaempf · Léopold Renwart · Charles Lalemand · Albert Piron                                                                   | [ 4 ]  |
| M8+ (ósemka)                | Włochy Scipione del Giudice · Luigi Ermellini · Tullio Rosada · Giovanni Nenzi · Mario Tres · Gino Solesin · Alfredo Stranieri · Brenno del Giudice · Giuseppe Mion (sternik) | Szwajcaria Hans Walter · Paul Schmid · T.O. Schmid · Conrad Wirth · Georges Thoma · Max Rudolf · Alexander Müller · Walter Schoeller · Henry Gowthorpe (sternik) | Francja Daniel Donard · Malcolm Brown · Gaston Delaplane · Georges Flosse · F. Malafosse · J. de Molènes · François Rocchesani · F. Meller | [ 5 ]  |

## Klasyfikacja medalowa
| Miejsce | Reprezentacja | Złoto | Srebro | Brąz | Razem |
| ------- | ------------- | ----- | ------ | ---- | ----- |
| 1.      | Włochy        | 4     | 1      | 0    | 5     |
| 2.      | Szwajcaria    | 1     | 2      | 0    | 3     |
| 3.      | Belgia        | 0     | 1      | 3    | 4     |
| 4.      | Francja       | 0     | 1      | 2    | 3     |
| Razem   | Razem         | 5     | 5      | 5    | 15    |